# Trujillo (stát)
Trujillo je jeden ze 23 spolkových států Venezuely. Má rozlohu 7 198 km² a žije v něm 686 367 obyvatel. Hlavním městem státu je Trujillo, ale největším městem je město Valera. Stát zaujímá asi 0,81 % rozlohy Venezuely a řadí se tak k z hlediska rozlohy k menším státům (6. nejmenší z 23 venezuelských států). Vznikl v roce 1899 a nachází se v oblasti s tropickým podnebím. Charakteristický je rovněž pro četná pohoří, která se ve státě nacházejí.